# Józef Maśliński
Józef Maśliński, pseudonim M.A. Styks (ur. 8 sierpnia 1910 w Wilnie, zm. 28 października 2002 w Krakowie) – poeta, krytyk literacki, teatralny, tłumacz, reżyser teatralny i publicysta.

## Życiorys
Od 1928 studiował przez trzy lata medycynę na Uniwersytecie Stefana Batorego w Wilnie, po czym przeniósł się na Wydział Sztuk Pięknych, gdzie uczył się rysunku; uczęszczał też na wykłady z filozofii i historii literatury. Był członkiem wileńskiej grupy „Żagary” i redaktorem miesięcznika "Comoedia" (1938–1939). Pracował jako wykładowca w studium teatralnym Ireny i Tadeusza Byrskich oraz jako kierownik literacki Teatru Miejskiego w Wilnie.
Po wojnie był dyrektorem Teatru Małego i Powszechnego w Warszawie. Wykładał też na krakowskiej PWST. W latach 1957–1990 był redaktorem „Życia Literackiego”.